# McCleary
McCleary (kiejtése: məkˈklæriː) az Amerikai Egyesült Államok északnyugati részén, Washington állam Grays Harbor megyéjében elhelyezkedő város. A 2010. évi népszámlálási adatok alapján 1653 lakosa van.

## Történet
Henry McCleary 1897-ben érkezett a térségbe. A férfi két fűrészüzemet és egy nyílászárógyártó vállalatot indított, amelyeket 1941. december 31-én a Simpson Logging Company számára értékesített. McCleary 1943. január 9-én kapott városi rangot. Az alapíto lakóháza később bekerült a történelmi helyek jegyzékébe.
A térségbe látogató medvék elfogyasztják az örökzöldek kérgét, ezzel a fákat megölik. 1959 óta rendezik meg a Bear Festivalt, melynek fő attrakciója a medvehús.

## Éghajlat
A város éghajlata mediterrán (a Köppen-skála szerint Csb).
| Hónap                         | Jan.  | Feb.  | Már. | Ápr. | Máj. | Jún. | Júl. | Aug. | Szep. | Okt. | Nov.  | Dec.  | Év    |
| ----------------------------- | ----- | ----- | ---- | ---- | ---- | ---- | ---- | ---- | ----- | ---- | ----- | ----- | ----- |
| Rekord max. hőmérséklet (°C)  | 17,8  | 22,8  | 26,7 | 32,8 | 37,2 | 37,8 | 40,6 | 38,9 | 37,8  | 32,8 | 23,3  | 18,9  | 40,6  |
| Átlagos max. hőmérséklet (°C) | 8,9   | 11,1  | 13,3 | 16,7 | 19,4 | 22,2 | 25,6 | 26,1 | 23,3  | 17,2 | 11,1  | 7,8   | 16,9  |
| Átlagos min. hőmérséklet (°C) | 2,2   | 1,7   | 2,8  | 4,4  | 7,2  | 9,4  | 11,1 | 11,1 | 8,9   | 5,6  | 3,3   | 1,1   | 5,8   |
| Rekord min. hőmérséklet (°C)  | −18,0 | −15,6 | −8,9 | −5,6 | −3,9 | −0,6 | 1,1  | 1,1  | −1,7  | −8,9 | −15,6 | −16,7 | −18,0 |
| Átl. csapadékmennyiség (mm)   | 268   | 192   | 186  | 131  | 85   | 60   | 25   | 34   | 62    | 166  | 283   | 268   | 1760  |
| Forrás: The Weather Channel   |       |       |      |      |      |      |      |      |       |      |       |       |       |

## Népesség
A 2010-es népszámláláskor a városnak 1653 lakója, 699 háztartása és 427 családja volt. A népsűrűség 311,3 fő/km2. A lakóegységek száma 759, sűrűségük 142,9 db/km2. A lakosok 93,5%-a fehér, 0,8%-a afroamerikai, 1%-a indián, 0,7%-a ázsiai, 0,1%-a a Csendes-óceáni szigetekről származik, 0,4%-a egyéb, 3,4%-a pedig kettő vagy több etnikumú. A spanyol vagy latino származásúak aránya 2,4% (   )
A háztartások 29,6%-ában élt 18 évnél fiatalabb. 43,5% házas, 13,2% egyedülálló nő, 4,4% egyedülálló férfi, 38,9% pedig nem család. 31,9% egyedül élt; 19,1%-uk 65 éves vagy idősebb. Egy háztartásban átlagosan 2,36 személy élt; a családok átlagmérete 2,95 fő.
A medián életkor 37,4 év volt. A város lakóinak 24,6%-a 18 évesnél fiatalabb, 7,7% 18 és 24 év közötti, 28,8%-uk 25 és 44 év közötti, 21,7%-uk 45 és 64 év közötti, 17,1%-uk pedig 65 éves vagy idősebb. A lakosok 47,7%-a férfi, 52,3%-a pedig nő.

## Nevezetes személyek
- Angelo Pellegrini, író[13]
- Clarence Chesterfield Howerton, cirkuszi fellépő[14]

## Fordítás
- Ez a szócikk részben vagy egészben  a   McCleary, Washington című angol Wikipédia-szócikk ezen változatának fordításán alapul.  Az eredeti cikk szerkesztőit annak laptörténete sorolja fel. Ez a jelzés csupán a megfogalmazás eredetét és a szerzői jogokat jelzi, nem szolgál a cikkben szereplő információk forrásmegjelöléseként.